# Zeuctomorpha arecae
Zeuctomorpha arecae — вид грибів, що належить до монотипового роду  Zeuctomorpha.